# Rugosímetro
Rugosímetro é um instrumento industrial usado para medir a rugosidade, a textura e a ondulação dos materiais ferrosos e não ferrosos.